# 民主建港協進聯盟
民主建港協進聯盟（英語：Democratic Alliance for the Betterment and Progress of Hong Kong），簡稱民建聯（英語：DAB），是一個香港建制派政黨。民建聯立場為支持中國政府及香港特別行政區政府，同時爭取商界的支持，前任香港立法會主席曾鈺成為創黨主席。

## 歷史

### 早年發展
由於立法局在1991年9月15日直選出現，民主派大獲全勝，令不少市民和中資機構擔心會使任何政府部門施政在六四陰霾完結後出現某程度影響。
為抗衡民主派，民建聯於1991年聖誕節前成立工作小組，並在1992年7月成立，主要以傳統左派背景的香港人為骨幹。創黨黨員中，有工聯會幹事（陳婉嫻、陳鑑林、譚耀宗）、左派中學老師及校長（曾鈺成、程介南、葉國謙），與於1991年香港立法局選舉中大勝的香港民主同盟打對台。香港特區首任律政司司長梁愛詩亦是創黨黨員之一。曾鈺成當時為民建聯的首任主席。
1995年，黨內成員首次參選立法局選舉，在不少選區與民主派第一大政黨民主黨爭取議席。在單議席單票制情況下，民建聯得到2席直選議席和4席功能組別議席。
隨後中華人民共和國政府於1996年成立臨時立法會，該議會成为香港主權移交初期的立法機關。臨立會會員中，有14爲民建聯黨員，增加了民建聯在立法機關的影響力。

### 香港回歸後
1997年香港回归後，譚耀宗被首任行政長官董建華委任加入行政會議。2002年，主席曾鈺成被行政長官董建華委任替代譚耀宗加入行政會議，正式加入執政聯盟。由於立法會不能順利過渡，主權移交後遂改由臨時立法會負責立法工作，香港立法會的選舉辦法也作出變更，取消了彭定康的「新九組」，改為其他功能組別；地區直選方面，由單議席單票制改為名單比例代表制，扭轉民建聯長期以來因整體支持度及議席較低的情況，同時立法會表決改為直選組別及功能組別分組點票，加強政府對議案表決的控制權。
在1998年香港立法會選舉中，民建聯獲得9席，地方選區五區各取一席。2000年香港立法會選舉中獲得10席，新界西、九龍東、香港島更取得兩席，成為香港立法會內第二大黨，僅次於民主黨。同時副主席兼香港島選區名單第一名參選人程介南被《蘋果日報》揭發以權謀私，一度使選情逆轉，但最後他與從港進聯轉投過來的福建社團人士蔡素玉雙雙當選，當選後程辭去議席及黨職，被廉政公署控拘。同年底補選，民建聯候選人鍾樹根以三萬票之差落敗予民主派推舉的余若薇。
由於民建聯支持香港基本法第23條立法，黨主席曾鈺成與立法會議員陳鑑林在七一遊行當日聲稱遊行人士「被誤導」的印象深入民心。在2003年香港區議會選舉中大敗，在206個參選人中僅得62人當選。當中東區位於北角的錦屏選區蔡素玉火拚「長毛」梁國雄（蔡素玉最終險勝）、中西區位於西環的觀龍選區葉國謙對戰何秀蘭（葉國謙落敗）等，最為激烈。這次選舉失利和大敗，是民建聯創黨11年以來至為最慘烈的一次敗仗。選舉失利後，創黨主席曾鈺成宣布辭職，為選舉失利負責，由當時的民建聯秘書長、港區全國人大代表馬力於2003年12月接任黨主席。
2004年香港立法會選舉，民主派在立法會選舉協調失當，導致未能多取直選議席。民建聯成功動員，共取10席，使民建聯成為擁有最多立法會議席的政黨，首次成為立法會第一大黨。
2005年2月16日，民建聯宣佈將與另一建制派政黨香港協進聯盟（港進聯）合併，改名為民主建港協進聯盟，簡稱仍為民建聯，於4月12日正式通過合併，會員人數會增加至二千多人。
2007年1月1日，副主席葉國謙稱，民建聯會員人數達8643人，成為香港各黨派中會員人數最多的政黨。5月，施能熊成功於補選中擊敗林輝，取得啟業選區民主黨籍前議員歐玉霞之遺缺。
2007年8月8日，主席馬力因結腸癌併發於廣州病逝，終年55歲。由譚耀宗暫為署理主席，待馬力於8月24日大殮後四天再補選新主席。8月28日譚耀宗為新任主席。而立法會香港島區的民選議席之遺缺，民建聯中的鍾樹根、張國鈞均有意參選，民建聯最終決定不派人參加立法會港島選區補選，9月27日支持前保安局長葉劉淑儀參選，葉劉淑儀最終落敗，由泛民支持的前政務司長陳方安生當選，泛民增加一席。民建聯於立法會中的議席減少一席，剩下9席。
民建聯在2003年區議會選舉遭遇挫折後，加強他們的地區工作。在2007年香港區議會選舉，總共派出177人參選，年齡介乎21歲至67歲之間，競選的全港政綱是「家．和．萬．事．興」，而競選口號就是「實事求是 為您做事」。在177位參選成員當中，男性146人，女性31人，60人首次參選，68位現任區議員角逐連任。參選成員平均年齡為45歲，40歲或以下佔35.6%，最年輕者為21歲（10月18日才滿21歲）。學士或以上程度佔45.8%，參選成員中有3位立法會議員，較上屆少3人，另有15人為民建聯職員或議員助理。選舉結果，民建聯於是次選舉共取得115議席，是創黨以來奪得最高數額的區議會民選議席，當選率66%。尤其在上屆選舉中失去的議席，也奪回不少，還未計算委任議席。尤其是上屆以新人身份參選的人，仍然對地區不離不棄，也陸續當選，例如北區劉國勳，則在今次選舉中奪得4159票，以2900多票的大差距擊敗民主黨的對手當選。麥謝巧玲在華貴選區當選，令民建聯成為當屆唯一在香港的所有區議會均有民選議席的政黨。12月28日，民建聯總部由聯合出版大廈12樓遷往15樓。
2008年5月15日，民建聯油尖旺支部副主席，區議員劉志榮去世。5月20日，曾蔭權政府副局長名單公佈，副主席蘇錦樑被任命為商務及經濟發展局副局長，蘇錦樑向主席譚耀宗遞交辭去民建聯副主席和中常委的辭呈。5月22日，前深水埗區議員，民建聯中央委員張文韜被任命為發展局政治助理；青年民建聯副主席徐英偉被任命為民政事務局政治助理。張文韜向民建聯請辭中央委員職務。徐英偉向青年民建聯請辭副主席。10月5日，葉傲冬在西九龍補選中取得原區議員劉志榮遺缺；11月30日，袁國強在區議會東九龍補選中取得原區議員譚月萍遺缺。
2008年香港立法會選舉，民建聯於五大地方選區及區議會、漁農界、進出口界也提名候選人參選。其中在新界西進一步與工聯會分拆名單。而香港島、九龍西、新界東也同時出現建制派候選人互相競爭的情況。除了現任的立法會議員外，由前主席曾鈺成空降港島排第一名，九龍西由九龍城區議員李慧琼接棒排第一名，新界東則由前特首辦特別助理陳克勤取代李國英。區議會界別由葉國謙再次披掛上陣。選舉結果，受制於其他建制派的名單出現，民建聯的總得票下跌五萬票，由於香港島配票失敗，曾鈺成連任成功，但失了蔡素玉的議席。由於葉國謙在區議會界別勝出，補回一席，故民建聯的席次保持為10席，為議會第一大黨，如果連以工聯會名義參選的三人計算在內，民建聯的議席為13席。
2008年10月8日，曾鈺成當選為第四屆香港立法會主席，成為首位具有政黨背景的立法會主席。
2009年，鍾嘉敏在灣仔區議會補選中成功擊敗季詩傑；賴芬芳在葵青區議會補選中當選。
2011年香港區議會選舉，民建聯得到了全港超過四份之一的區議會議席，在多個區議會中具有影響力，包括東區、油尖旺、黃大仙、觀塘、西貢、大埔、北區及屯門。18區的182位參選人，奪得100席，連同自動當選36席，總數136席（其中19人同時代表工聯會，劉江華同時代表公民力量），較上屆增加19席，佔區議會民選議席全部，當選率100%。
2012年香港立法會選舉，該次選舉與工聯會分開參選，最終除劉江華外皆勝出選舉，總議席為13席。曾鈺成以43票連任立法會主席。
2016年香港立法會選舉，民建聯以反對香港獨立以及反對同性婚姻作為參選立法會的綱領，結果取得12個議席。2016年底，民建聯會員超過突破三萬人。
2018年3月香港立法會補選，民建聯鄭泳舜勝出立法會九龍西地方選區補選，總議席增至13席，並成為回歸後立法會地方選區補選之中，第一位勝出的建制派代表。
由於民建聯支持逃犯修訂條例，副主席周浩鼎陪同死者家屬召開記者會要求政府修例的形象深入民心，以致在2019年香港區議會選舉中大敗，在181個參選人中僅得21人當選。多名立法會議員，包括張國鈞、鄭泳舜、循區議會界別晉身立法會的周浩鼎及劉國勳，另外多名資深議員亦相繼落敗。18區區議會中僅餘10區尚有議席，為繼2003年以來至為慘烈的敗仗，甚至是創黨27年以來的大潰敗。選舉失利後，黨主席李慧琼向中委會辭職，為選舉失利負責，但獲挽留。
2023年12月香港區議會選舉，18區共有228名候選人，以全票制選出176席；民建聯成為大贏家，派出77人，當中68人勝出，其中北區7人全部當選；其次為新民黨，派出12人，當中10人當選。

## 建議

### 應對罷課的建議
2019年8月29日星期四，主席李慧琼、蔣麗芸等早上向教育局局長楊潤雄提交多項應對罷課的建議，包括設立求助、輔導及投訴電話熱線，在校內設立「情緒支援小組」等。

### 研究引入「有時限性暫停教師註冊」機制
2019年8月29日星期四，主席李慧琼、蔣麗芸等早上向教育局局長楊潤雄建議教育局研究為受調查期間的教師引入「停職」安排，並研究引入「有時限性暫停教師註冊」機制，嚴肅處理教職員在校內涉及歧視、欺凌、發表激進或嚴重政治偏見言行等個案

## 爭議

### 雷曼迷債事件
在2008年雷曼兄弟迷你債券事件期間，民建聯副主席劉江華於立法會門外承諾為苦主追究到底。惟其後在立法會內，民建聯成員卻對成立專責小組跟進雷曼事件的動議一致投反對票，否決了該動議，引起爭議。

### 「蛇齋餅糭」
民建聯經常以舉辦敬老旅行團、派米等民生物資類的小恩小惠賄賂選民，有泛民主派議員稱之爲蛇齋餅糭，例如在2008年立法會選舉投票日前，有民建聯成員參與向長者派米、派月餅的活動而受到批評。新界東的劉江華被指炒齋菜贈予50多名沙田村代表，劉江華則回應稱參與者都是選舉義工和助選團成員，並不違規。

### 民建聯禮義廉T恤事件
2010年2月12日，社民連於年宵攤位寄賣由網民創作的「民建聯禮義廉」T恤，以諷剌「民建聯無恥」。後來民建聯指有關T恤涉嫌觸犯《版權條例》及《商品說明條例》而被海關沒收扣查，引來各方炮轟打壓言論自由，向海關投訴的民建聯更成箭靶，社民連其後帶着由街坊贈送的豬肉到民建聯總部抗議，指摘民建聯言論審查、砌網民「生豬肉」。其後社民連主席陶君行引述海關指，不會檢控社民連，但沒有解釋原因。社民連又不滿海關依法不發還已充公的T恤，打算以法律途徑爭取領回T恤。

### 買台廣播事件
2010年4月，香港商業電台接受民建聯以約60萬「買下」商台節目時段，製作並播放《十八仝人愛落區》，自此引來商台中英文頻道是否政治中立的爭議。節目內容以民建聯5名力捧「新星」，而民建聯無論立法會議員或區議員在街上的橫額替這個節目作宣傳，其間還訪問了不少民建聯成員，首集廣播便不斷出現「民建聯與你關心社會」宣傳聲帶，民建聯之嘉賓主持又在節目推銷地區政策，更毫不顧忌邀請該黨立法會議員劉江華、陳克勤作錄音訪問，還在清晨5時半召來沙田區議員黃戊娣大談1990年代已爭取在沙田建海灘。節目引起各界人士及網民強烈抨擊和主動追擊節目的直播工作，導致軒然大波，商台亦被指責接受政治宣傳節目，可能違反廣播事務管理局的廣告業務守則，而民主黨的劉慧卿同時在電台賣的政治廣告亦被人指責，商台最終受廣播事務管理局之裁決罰款，各罰6萬元。

## 議員

### 立法局議員
| 席位         | 選區／界別                   | 議員   | 1995-1997年6月30日 |
| ------------ | ---------------------------- | ------ | ------------------ |
| 地方選區直選 | 新界北                       | 張漢忠 |                    |
| 地方選區直選 | 九龍東北                     | 陳婉嫻 |                    |
| 地方選區直選 | 港島南                       | 程介南 |                    |
| 地方選區直選 | 九龍中                       | 曾鈺成 |                    |
| 地方選區直選 | 九龍東南                     | 譚耀宗 |                    |
| 地方選區直選 | 新界東北                     | 張學明 |                    |
| 地方選區直選 | 新界東南                     | 溫漢璋 |                    |
| 選舉委員會   | 不適用                       | 葉國謙 |                    |
| 選舉委員會   | 不適用                       | 陳鑑林 |                    |
| 功能組別     | 批發及零售界                 | 王國興 |                    |
| 功能組別     | 金融、保險、地產及商業服務界 | 馮志堅 |                    |
| 功能組別     | 酒店及飲食界                 | 陳榮燦 |                    |
| 功能組別     | 區域市政局                   | 顏錦全 |                    |

### 立法會議員
| 席位       | 選區／界別                         | 議員     | 1998-2000   | 2000-2004      | 2004-2008 | 2008-2012          | 2012-2016              | 2016-2021              | 2022-2025      | 備註                                          |
| ---------- | ---------------------------------- | -------- | ----------- | -------------- | --------- | ------------------ | ---------------------- | ---------------------- | -------------- | --------------------------------------------- |
| 地方選區   | 香港島                             | 程介南   |             | →              |           |                    |                        |                        | 不適用         |                                               |
| 地方選區   | 香港島                             | 蔡素玉   |             |                |           |                    |                        |                        | 不適用         |                                               |
| 地方選區   | 香港島                             | 馬力     |             |                | →         | 於2007年8月8日病逝 | 於2007年8月8日病逝     | 於2007年8月8日病逝     | 不適用         |                                               |
| 地方選區   | 香港島                             | 曾鈺成   |             |                |           |                    |                        |                        | 不適用         |                                               |
| 地方選區   | 香港島                             | 鍾樹根   |             |                |           |                    |                        |                        | 不適用         |                                               |
| 地方選區   | 香港島                             | 張國鈞   |             |                |           |                    |                        |                        | 不適用         |                                               |
| 地方選區   | 港島東                             | 梁熙     | 不適用      | 不適用         | 不適用    | 不適用             | 不適用                 | 不適用                 |                |                                               |
| 地方選區   | 港島西                             | 陳學鋒   | 不適用      | 不適用         | 不適用    | 不適用             | 不適用                 | 不適用                 |                |                                               |
| 地方選區   | 九龍西                             | 曾鈺成   |             |                |           | 改往香港島出選     | 改往香港島出選         |                        |                |                                               |
| 地方選區   | 九龍西                             | 李慧琼   |             |                |           |                    | 改往區議會（第二）出選 | 改往區議會（第二）出選 | 改往九龍中出選 |                                               |
| 地方選區   | 九龍西                             | 蔣麗芸   |             |                |           |                    |                        |                        |                |                                               |
| 地方選區   | 九龍西                             | 鄭泳舜   |             |                |           |                    |                        |                        |                | 2018年補選勝出                                |
| 地方選區   | 九龍東                             | 陳婉嫻   |             |                | [ 25 ]    |                    |                        |                        |                | 工聯會成員，2011年退黨                        |
| 地方選區   | 九龍東                             | 陳鑑林   |             |                |           |                    |                        |                        |                |                                               |
| 地方選區   | 九龍東                             | 黃國健   |             |                |           | [ 26 ]             |                        |                        |                | 工聯會成員，2012年退黨                        |
| 地方選區   | 九龍東                             | 柯創盛   |             |                |           |                    |                        |                        |                |                                               |
| 地方選區   | 九龍東                             | 顏汶羽   |             |                |           |                    |                        |                        |                |                                               |
| 地方選區   | 九龍中                             | 李慧琼   | 不適用      | 不適用         | 不適用    | 不適用             | 不適用                 | 不適用                 |                |                                               |
| 地方選區   | 新界西                             | 譚耀宗   |             | [ 27 ]         |           |                    |                        |                        | 不適用         |                                               |
| 地方選區   | 新界西                             | 張學明   |             |                |           |                    |                        |                        | 不適用         |                                               |
| 地方選區   | 新界西                             | 王國興   |             |                |           | [ 26 ]             |                        |                        | 不適用         | 工聯會成員，2012年退黨                        |
| 地方選區   | 新界西                             | 梁志祥   |             |                |           |                    |                        |                        | 不適用         |                                               |
| 地方選區   | 新界西                             | 陳恒鑌   |             |                |           |                    |                        |                        | 不適用         |                                               |
| 地方選區   | 新界西北                           | 周浩鼎   | 不適用      | 不適用         | 不適用    | 不適用             | 不適用                 | 不適用                 |                |                                               |
| 地方選區   | 新界西南                           | 陳恒鑌   | 不適用      | 不適用         | 不適用    | 不適用             | 不適用                 | 不適用                 |                |                                               |
| 地方選區   | 新界東                             | 劉江華   | [ 28 ]      |                |           |                    |                        |                        | 不適用         | 同為公民力量成員                              |
| 地方選區   | 新界東                             | 李國英   |             |                |           |                    |                        |                        | 不適用         |                                               |
| 地方選區   | 新界東                             | 陳克勤   |             |                |           |                    |                        |                        | 不適用         |                                               |
| 地方選區   | 新界東                             | 葛珮帆   |             |                |           |                    |                        |                        | 不適用         |                                               |
| 地方選區   | 新界北                             | 劉國勳   | 不適用      | 不適用         | 不適用    | 不適用             | 不適用                 | 不適用                 |                |                                               |
| 地方選區   | 新界東南                           | 李世榮   | 不適用      | 不適用         | 不適用    | 不適用             | 不適用                 | 不適用                 |                |                                               |
| 地方選區   | 新界東北                           | 陳克勤   | 不適用      | 不適用         | 不適用    | 不適用             | 不適用                 | 不適用                 |                |                                               |
| 地方選區   | 新界東北                           | 陳穎欣   | 不適用      | 不適用         | 不適用    | 不適用             | 不適用                 | 不適用                 | [ 26 ]         |                                               |
| 功能界別   | 漁農界                             | 黃容根   |             |                |           |                    |                        |                        |                | 2016年退黨                                    |
| 功能界別   | 漁農界                             | 何俊賢   |             |                |           |                    |                        |                        |                |                                               |
| 功能界別   | 勞工界                             | 陳榮燦   |             |                |           |                    |                        |                        |                |                                               |
| 功能界別   | 勞工界                             | 陳國強   | →           | →              |           |                    |                        |                        |                |                                               |
| 功能界別   | 勞工界                             | 王國興   |             |                | [ 30 ]    | 改往新界西出選     | 改往新界西出選         |                        |                | 工聯會成員，2012年退黨                        |
| 功能界別   | 勞工界                             | 潘佩璆   |             |                |           | [ 26 ]             |                        |                        |                | 工聯會成員，當選後入黨，2012年退黨            |
| 功能界別   | 會計界                             | 黃俊碩   |             |                |           |                    |                        |                        |                |                                               |
| 功能界別   | 進出口界                           | 黃定光   |             |                |           |                    |                        |                        |                |                                               |
| 功能界別   | 進出口界                           | 黃英豪   |             |                |           |                    |                        |                        |                |                                               |
| 功能界別   | 港區人大政協及有關全國性團體代表界 | 陳勇     | 不適用      | 不適用         | 不適用    | 不適用             | 不適用                 | 不適用                 |                |                                               |
| 功能界別   | 區議會（第一）                     | 葉國謙   |             |                |           |                    |                        |                        | 不適用         |                                               |
| 功能界別   | 區議會（第一）                     | 劉國勳   |             |                |           |                    |                        |                        | 不適用         |                                               |
| 功能界別   | 區議會（第二）                     | 李慧琼   | 不適用      | 不適用         | 不適用    | 不適用             |                        |                        | 不適用         |                                               |
| 功能界別   | 區議會（第二）                     | 周浩鼎   | 不適用      | 不適用         | 不適用    | 不適用             |                        |                        | 不適用         |                                               |
| 選舉委員會 | 選舉委員會                         | 楊耀忠   |             |                | 不適用    | 不適用             | 不適用                 | 不適用                 |                |                                               |
| 選舉委員會 | 選舉委員會                         | 陳鑑林   |             | 改往九龍東出選 | 不適用    | 不適用             | 不適用                 | 不適用                 |                |                                               |
| 選舉委員會 | 選舉委員會                         | 蔡素玉   | →           | 改往香港島出選 | 不適用    | 不適用             | 不適用                 | 不適用                 |                | 港進聯成員，2000年加入民建聯                  |
| 選舉委員會 | 選舉委員會                         | 陳仲尼   |             |                | 不適用    | 不適用             | 不適用                 | 不適用                 |                |                                               |
| 選舉委員會 | 選舉委員會                         | 林琳     |             |                | 不適用    | 不適用             | 不適用                 | 不適用                 |                |                                               |
| 選舉委員會 | 選舉委員會                         | 葛珮帆   |             |                | 不適用    | 不適用             | 不適用                 | 不適用                 |                |                                               |
| 選舉委員會 | 選舉委員會                         | 郭玲麗   |             |                | 不適用    | 不適用             | 不適用                 | 不適用                 |                |                                               |
| 選舉委員會 | 選舉委員會                         | 張國鈞   |             |                | 不適用    | 不適用             | 不適用                 | 不適用                 | →              | 於2022年7月1日出任律政司副司長並於6月22日退黨 |
| 選舉委員會 | 選舉委員會                         | 陳永光   |             |                | 不適用    | 不適用             | 不適用                 | 不適用                 |                | 2022年補選勝出                                |
| 所得議席   | 所得議席                           | 所得議席 | 9 → 10 → 11 | 11 → 10 → 9    | 12 → 11   | 12 → 13 → 10       | 13                     | 12 → 13                | 19 → 18 → 19   |                                               |

### 區議會議員
2023區議會選舉後，民建聯在18個區議會合共有148席。
中西區

## 選舉

### 立法會選舉
| 選舉          | 民選得票  | 民選得票比例 | 地方選區議席 | 功能界別議席 | 選舉委員會議席 | 總議席  | 增減 |
| ------------- | --------- | ------------ | ------------ | ------------ | -------------- | ------- | ---- |
| 1998          | 373,428 ▲ | 25.23% ▲     | 5            | 2            | 2              | 9 / 60  | 3 ▲  |
| 2000          | 391,718 ▲ | 29.68% ▲     | 8            | 3            | 1              | 12 / 60 | 3 ▲  |
| 2000 （補選） | 78,282    | 37.63%       | ±0           | 不適用       | 不適用         | 0 / 1   | 0 ━  |
| 2004          | 454,827 ▲ | 25.70% ▼     | 9            | 3            | 不適用         | 12 / 60 | 0 ━  |
| 2008          | 433,684 ▼ | 28.61% ▲     | 9            | 4            | 不適用         | 13 / 60 | 1 ▲  |
| 2012          | 366,140 ▼ | 20.22% ▼     | 9            | 4            | 不適用         | 13 / 70 | 0 ━  |
| 2016 （補選） | 150,329   | 34.75%       | ±0           | 不適用       | 不適用         | 0 / 1   | 0 ━  |
| 2016          | 361,617 ▼ | 16.68% ▼     | 7            | 5            | 不適用         | 12 / 70 | 1 ▼  |
| 2018 （補選） | 260,383   | 41.48%       | 1            | 不適用       | 不適用         | 1 / 4   | 1 ▲  |
| 2021          | 680,563 ▲ | 51.43% ▲     | 10           | 4            | 5              | 19 / 90 | 6 ▲  |
| 2022          | 1,028     |              | 不適用       | 不適用       | 1              | 1 / 6   | 1 ▲  |

### 區議會選舉
| 選舉 | 民選得票  | 民選得票比例         | 民選議席 | 地區委員會議席 | 委任議席 | 當然議席 | 總議席    | 增減  |
| ---- | --------- | -------------------- | -------- | -------------- | -------- | -------- | --------- | ----- |
| 1994 | 81,522    | 43.45% 43.45 / 100   | 37       | 不適用         | 不適用   | 0        | 37 / 346  | 38 ▲  |
| 1999 | 190,792 ▲ | 45.35% ▲ 45.35 / 100 | 83       | 不適用         | 13       | 0        | 83 / 390  | 46 ▲  |
| 2003 | 246,247 ▲ | 38.69% ▼ 38.69 / 100 | 62       | 不適用         | 14       | 0        | 62 / 400  | 21 ▼  |
| 2007 | 294,687 ▲ | 53.26% ▲ 53.26 / 100 | 115      | 不適用         | 14       | 0        | 115 / 405 | 53 ▲  |
| 2011 | 282,119 ▼ | 52.7% ▼ 52.7 / 100   | 136      | 不適用         | 11       | 1        | 136 / 412 | 21 ▲  |
| 2015 | 309,262 ▲ | 51% ▼51 / 100        | 119      | 不適用         | 不適用   | 1        | 119 / 431 | 17 ▼  |
| 2019 | 492,042▲  | 16.85% ▼ 16.85 / 100 | 21       | 不適用         | 不適用   | 0        | 21 / 452  | 98 ▼  |
| 2023 | 486,942▼  | 41.58% ▲ 41.58 / 100 | 41       | 68             | 38       | 0        | 147 / 470 | 126 ▲ |

### 已停止舉辦的選舉

#### 立法局選舉
| 選舉 | 民選得票 | 民選得票比例 | 地方選區議席 | 功能界別議席 | 總議席 | 增減 |
| ---- | -------- | ------------ | ------------ | ------------ | ------ | ---- |
| 1995 | 142,801  | 15.66%       | 2            | 4            | 6 / 60 | 6 ▲  |

#### 市政局選舉
| 選舉 | 民選得票 | 民選得票比例 | 市政局議席 | 區域市政局議席 | 總議席 | 增減 |
| ---- | -------- | ------------ | ---------- | -------------- | ------ | ---- |
| 1995 | 90,548   | 48.19%       | 5          | 3              | 8 / 59 | 8 ▲  |

## 歷任主席
1. 曾鈺成（1992年7月－2003年12月）
2. 馬力（2003年12月－2007年8月8日）
  - （署理）譚耀宗（2007年8月8日－8月28日）
3. 譚耀宗（2007年8月28日－2015年4月17日）
4. 李慧琼（2015年4月17日－2023年9月25日）
5. 陳克勤（2023年9月25日-今）

## 創會成員
- 文漢明
- 方　和
- 王國興
- 何景安
- 吳兆華
- 吳康民
- 吳國榮
- 李念慈
- 李述龍
- 李祖澤
- 李博恩
- 李鐵輝
- 屈　超
- 洪清源
- 胡樹焯
- 孫啟昌
- 梁愛詩
- 梁煜林
- 陳立志
- 陳旭輝
- 陳協平
- 陳思誦
- 陳建威
- 陳婉嫻
- 陳崇煒
- 陳瑞霖
- 陳樹標
- 陳鑑林
- 麥宜全
- 陸聯芬
- 曾鈺成
- 程介南
- 馮培漳
- 黃永剛
- 黃立誠
- 黃建立
- 黃建源
- 葉建鑣
- 葉國忠
- 葉國謙
- 葉順興
- 鄒燦基
- 楊耀邦
- 劉慶祺
- 潘國華
- 蔡渭衡
- 盧志強
- 鄭艾倫
- 駱建華
- 簡永基
- 簡志豪
- 顏錦全
- 譚尚滔
- 譚國雄
- 譚耀宗
- 關毅

## 黨內架構

### 中央委員會及常務委員會 (2023)
主席
- 陳克勤，SBS，JP（立法會議員（新界東北））

副主席
- 陳　勇，SBS，JP（全國人大代表、新界社團聯會理事長、立法會議員（港區人大代表界界別））
- 葛珮帆，SBS，JP（立法會議員（選舉委員會））
- 陳恒鑌，BBS，JP（立法會議員（新界西南））
- 周浩鼎，JP（立法會議員（新界西北））
- 陳學鋒，MH，JP（立法會議員（香港島西））

秘書長
- 葉傲冬，BBS，JP

副秘書長
- 葉文斌，MH

司庫
- 莊惠明

委員
- 丁江浩
- 王舜義
- 古揚邦
- 朱立威
- 朱麗玲
- 何俊賢
- 余仲良
- 呂　堅
- 巫成鋒
- 李世榮
- 李家良
- 周浩鼎
- 周潔冰
- 招文亮
- 林心廉
- 林琳
- 林德成
- 姚銘
- 施永泰
- 柯創盛
- 洪連杉
- 洪錦鉉
- 胡綽謙
- 張琪騰
- 梁　熙
- 莊元苳
- 莊惠明
- 許華傑
- 郭芙蓉
- 郭玲麗
- 陳永光
- 陳克勤
- 陳　勇
- 陳恒鑌
- 陳偉明
- 陳凱榮
- 陳博智
- 陳學鋒
- 陸　地
- 植潔鈴
- 黃冰芬
- 黃英豪
- 黃國恩
- 楊學明
- 葉文斌
- 葉傲冬
- 葛珮帆
- 董健莉
- 劉天正
- 劉佩玉
- 劉國勳
- 潘卓斌
- 潘景和
- 鄭泳舜
- 黎榮浩
- 蕭煒忠
- 鍾嘉敏
- 顏汶羽
- 關浩洋

### 監察委員會(2023)
主席
- 盧文端，大紫荊勳賢，GBS，JP

委員
- 方　和
- 孔昭華
- 吳仕福
- 吳兆華
- 李聖潑
- 李瑞成
- 凌文海
- 徐紅英
- 區艷龍
- 李錦文
- 張思穎
- 張閭蘅
- 張明敏
- 曹王敏賢
- 曹宏威
- 梁偉浩
- 陳少琼
- 陳金烈
- 陳金霖
- 陳國旗
- 陳榮燦
- 陳國華
- 馮　力
- 黃士心
- 黃江天
- 黃碧嬌
- 黃茜
- 楊　釗
- 羅競成
- 劉宇新
- 劉佩瓊
- 歐陽士國
- 蔡素玉
- 蔡德河
- 鄧兆棠
- 黃定光
- 盧溫勝
- 鍾沛林
- 鍾瑞明
- 蘇愛群

### 支部主席 (2025)
| 地區     | 主席   |
| -------- | ------ |
| 中西區   | 楊學明 |
| 灣仔區   | 周潔冰 |
| 東區     | 洪連杉 |
| 南區     | 李嘉盈 |
| 油尖旺區 | 楊子熙 |
| 深水埗區 | 陳偉明 |
| 九龍城區 | 吳寶強 |
| 黃大仙區 | 黎榮浩 |
| 觀塘區   | 柯創盛 |
| 荃灣區   | 古揚邦 |
| 屯門區   | 巫成鋒 |
| 元朗區   | 呂堅   |
| 北區     | 姚銘   |
| 大埔區   | 胡綽謙 |
| 西貢區   | 李家良 |
| 沙田區   | 董健莉 |
| 葵青區   | 潘志成 |
| 離島區   | 祝慶台 |

### 會務顧問
- 吳康民
- 胡法光
- 曾鈺成
- 譚耀宗
- 楊孫西
- 劉漢銓
- 葉國謙
- 蔣麗芸
- 溫嘉旋
- 陳鑑林
- 蘇錦樑
- 彭長緯
- 黃建源
- 簡志豪
- 劉江華

### 顧問
- 王國強
- 余國春
- 余鵬春
- 吳良好
- 李祖澤
- 李群華
- 林貝聿嘉
- 林廣兆
- 林樹哲
- 施子清
- 洪祖杭
- 胡國祥
- 胡應湘
- 馬介璋
- 高佩璇
- 高敬德
- 張泰超
- 張國榮
- 梁滿林
- 許榮茂
- 陳永棋
- 陳　武
- 陳振彬
- 黃友嘉
- 黃宜弘
- 黃楚標
- 蔡冠深
- 蔡　毅
- 鄧清河
- 盧志強
- 戴德豐
- 譚錦球
- 蔡加讚

## 行政會議成員
- 譚耀宗 (1997-2002)
- 曾鈺成 (2002-2008)
- 劉江華 (2008-2012)
- 李慧琼 (2012-2016)
- 張學明 (2012-2017)
- 葉國謙 (2016-2022)
- 張國鈞 (2017-2022)
- 陳克勤 (2022-今)

## 香港特區政府主要官員
- 前律政司司長梁愛詩（1997-2005）［2005年退黨］
- 前商務及經濟發展局局長蘇錦樑（2011-2017）［2017年退黨］
- 前民政事務局局長劉江華（2015-2020）［2020年退黨］
- 前民政事務局局長徐英偉（2020-2022）［2022年退黨］
- 財經事務及庫務局局長許正宇（2020-今）
- 律政司副司長張國鈞（2022-今）［2022年退黨］

## 全國人大代表
現時，民建聯共有7位第十四屆港區全國人大代表（2023年－），包括：
- 李慧琼（常委）
- 陳勇
- 陳仲尼
- 黃英豪
- 朱立威
- 黃冰芬
- 李聖潑

## 全國政協委員
現時，民建聯共有9位第十四屆港區全國政協委員（2023年－）包括：
- 劉江華
- 梁志祥
- 施榮懷（常委）
- 王庭聰
- 呂堅
- 黃蘭茜
- 曾智明
- 周春玲
- 魏明德

## 外部連結
- 民主建港協進聯盟的Facebook專頁
- 民主建港協進聯盟（页面存档备份，存于）